# Hemcsik
A Hemcsik (oroszul: Хемчик) folyó Oroszország ázsiai részén, Tuvában, a Jenyiszej bal oldali – Tuva területén a legnagyobb – mellékfolyója.

## Földrajz
Hossza: 320 km, vízgyűjtő területe: 27 000 km², évi közepes vízhozama: 119 m³/s. 
A Sapsal-hegységben 3122 m magasságban, Tuva nyugati határa közelében ered. Északkeleti irányba átszeli a köztársaság nyugati felét. Felső folyásán sebes hegyi jellegű, lejjebb lassan kanyargó alföldi jellegű folyó. Alsó folyásán újra hegyek közé jut, keskeny völgyben töri át a Hemcsik-hegységet. Torkolati része a Jenyiszejen létesített Szajano-Susenszkojei-víztározó öblévé szélesedett.
Vízgyűjtő területén, a Nyugati-Szaján és a Tannu-Ola nyugati része közötti vidéken meleg a nyár és mérsékelten hideg a tél, kevés a hó. A folyó alsó szakasza mentén különösen kevés a csapadék: ez a Hemcsik-medence sík, félsivatagos területe. Csak a vízgyűjtő északnyugati, hegyes vidékén vannak nagyobb erdővel borított területek.
Jelentősebb mellékfolyói: balról az Alas (125 km) és az Ak-Szug (160 km), jobbról a Barlik (134 km).
Bal partján terül el Ak-Dovurak, Tuva nyugati részének központi iparvárosa – itt híd vezet át a folyón –, valamint Szug-Akszi falu, a Szut-Hol-i kozsun (járás) székhelye, korábbi nevén Szut-Hol.